# Isaak Bolesławski
|   | a | b | c | d | e | f | g | h |   |
| 8 | a8 – Czarna wieża · c8 – Czarny goniec · d8 – Czarny hetman · e8 – Czarny król · f8 – Czarny goniec · h8 – Czarna wieża · a7 – Czarny pionek · b7 – Czarny pionek · f7 – Czarny pionek · g7 – Czarny pionek · h7 – Czarny pionek · c6 – Czarny skoczek · d6 – Czarny pionek · f6 – Czarny skoczek · e5 – Czarny pionek · d4 – Biały skoczek · e4 – Biały pionek · c3 – Biały skoczek · a2 – Biały pionek · b2 – Biały pionek · c2 – Biały pionek · e2 – Biały goniec · f2 – Biały pionek · g2 – Biały pionek · h2 – Biały pionek · a1 – Biała wieża · c1 – Biały goniec · d1 – Biały hetman · e1 – Biały król · h1 – Biała wieża | a8 – Czarna wieża · c8 – Czarny goniec · d8 – Czarny hetman · e8 – Czarny król · f8 – Czarny goniec · h8 – Czarna wieża · a7 – Czarny pionek · b7 – Czarny pionek · f7 – Czarny pionek · g7 – Czarny pionek · h7 – Czarny pionek · c6 – Czarny skoczek · d6 – Czarny pionek · f6 – Czarny skoczek · e5 – Czarny pionek · d4 – Biały skoczek · e4 – Biały pionek · c3 – Biały skoczek · a2 – Biały pionek · b2 – Biały pionek · c2 – Biały pionek · e2 – Biały goniec · f2 – Biały pionek · g2 – Biały pionek · h2 – Biały pionek · a1 – Biała wieża · c1 – Biały goniec · d1 – Biały hetman · e1 – Biały król · h1 – Biała wieża | a8 – Czarna wieża · c8 – Czarny goniec · d8 – Czarny hetman · e8 – Czarny król · f8 – Czarny goniec · h8 – Czarna wieża · a7 – Czarny pionek · b7 – Czarny pionek · f7 – Czarny pionek · g7 – Czarny pionek · h7 – Czarny pionek · c6 – Czarny skoczek · d6 – Czarny pionek · f6 – Czarny skoczek · e5 – Czarny pionek · d4 – Biały skoczek · e4 – Biały pionek · c3 – Biały skoczek · a2 – Biały pionek · b2 – Biały pionek · c2 – Biały pionek · e2 – Biały goniec · f2 – Biały pionek · g2 – Biały pionek · h2 – Biały pionek · a1 – Biała wieża · c1 – Biały goniec · d1 – Biały hetman · e1 – Biały król · h1 – Biała wieża | a8 – Czarna wieża · c8 – Czarny goniec · d8 – Czarny hetman · e8 – Czarny król · f8 – Czarny goniec · h8 – Czarna wieża · a7 – Czarny pionek · b7 – Czarny pionek · f7 – Czarny pionek · g7 – Czarny pionek · h7 – Czarny pionek · c6 – Czarny skoczek · d6 – Czarny pionek · f6 – Czarny skoczek · e5 – Czarny pionek · d4 – Biały skoczek · e4 – Biały pionek · c3 – Biały skoczek · a2 – Biały pionek · b2 – Biały pionek · c2 – Biały pionek · e2 – Biały goniec · f2 – Biały pionek · g2 – Biały pionek · h2 – Biały pionek · a1 – Biała wieża · c1 – Biały goniec · d1 – Biały hetman · e1 – Biały król · h1 – Biała wieża | a8 – Czarna wieża · c8 – Czarny goniec · d8 – Czarny hetman · e8 – Czarny król · f8 – Czarny goniec · h8 – Czarna wieża · a7 – Czarny pionek · b7 – Czarny pionek · f7 – Czarny pionek · g7 – Czarny pionek · h7 – Czarny pionek · c6 – Czarny skoczek · d6 – Czarny pionek · f6 – Czarny skoczek · e5 – Czarny pionek · d4 – Biały skoczek · e4 – Biały pionek · c3 – Biały skoczek · a2 – Biały pionek · b2 – Biały pionek · c2 – Biały pionek · e2 – Biały goniec · f2 – Biały pionek · g2 – Biały pionek · h2 – Biały pionek · a1 – Biała wieża · c1 – Biały goniec · d1 – Biały hetman · e1 – Biały król · h1 – Biała wieża | a8 – Czarna wieża · c8 – Czarny goniec · d8 – Czarny hetman · e8 – Czarny król · f8 – Czarny goniec · h8 – Czarna wieża · a7 – Czarny pionek · b7 – Czarny pionek · f7 – Czarny pionek · g7 – Czarny pionek · h7 – Czarny pionek · c6 – Czarny skoczek · d6 – Czarny pionek · f6 – Czarny skoczek · e5 – Czarny pionek · d4 – Biały skoczek · e4 – Biały pionek · c3 – Biały skoczek · a2 – Biały pionek · b2 – Biały pionek · c2 – Biały pionek · e2 – Biały goniec · f2 – Biały pionek · g2 – Biały pionek · h2 – Biały pionek · a1 – Biała wieża · c1 – Biały goniec · d1 – Biały hetman · e1 – Biały król · h1 – Biała wieża | a8 – Czarna wieża · c8 – Czarny goniec · d8 – Czarny hetman · e8 – Czarny król · f8 – Czarny goniec · h8 – Czarna wieża · a7 – Czarny pionek · b7 – Czarny pionek · f7 – Czarny pionek · g7 – Czarny pionek · h7 – Czarny pionek · c6 – Czarny skoczek · d6 – Czarny pionek · f6 – Czarny skoczek · e5 – Czarny pionek · d4 – Biały skoczek · e4 – Biały pionek · c3 – Biały skoczek · a2 – Biały pionek · b2 – Biały pionek · c2 – Biały pionek · e2 – Biały goniec · f2 – Biały pionek · g2 – Biały pionek · h2 – Biały pionek · a1 – Biała wieża · c1 – Biały goniec · d1 – Biały hetman · e1 – Biały król · h1 – Biała wieża | a8 – Czarna wieża · c8 – Czarny goniec · d8 – Czarny hetman · e8 – Czarny król · f8 – Czarny goniec · h8 – Czarna wieża · a7 – Czarny pionek · b7 – Czarny pionek · f7 – Czarny pionek · g7 – Czarny pionek · h7 – Czarny pionek · c6 – Czarny skoczek · d6 – Czarny pionek · f6 – Czarny skoczek · e5 – Czarny pionek · d4 – Biały skoczek · e4 – Biały pionek · c3 – Biały skoczek · a2 – Biały pionek · b2 – Biały pionek · c2 – Biały pionek · e2 – Biały goniec · f2 – Biały pionek · g2 – Biały pionek · h2 – Biały pionek · a1 – Biała wieża · c1 – Biały goniec · d1 – Biały hetman · e1 – Biały król · h1 – Biała wieża | 8 |
| 7 | a8 – Czarna wieża · c8 – Czarny goniec · d8 – Czarny hetman · e8 – Czarny król · f8 – Czarny goniec · h8 – Czarna wieża · a7 – Czarny pionek · b7 – Czarny pionek · f7 – Czarny pionek · g7 – Czarny pionek · h7 – Czarny pionek · c6 – Czarny skoczek · d6 – Czarny pionek · f6 – Czarny skoczek · e5 – Czarny pionek · d4 – Biały skoczek · e4 – Biały pionek · c3 – Biały skoczek · a2 – Biały pionek · b2 – Biały pionek · c2 – Biały pionek · e2 – Biały goniec · f2 – Biały pionek · g2 – Biały pionek · h2 – Biały pionek · a1 – Biała wieża · c1 – Biały goniec · d1 – Biały hetman · e1 – Biały król · h1 – Biała wieża | a8 – Czarna wieża · c8 – Czarny goniec · d8 – Czarny hetman · e8 – Czarny król · f8 – Czarny goniec · h8 – Czarna wieża · a7 – Czarny pionek · b7 – Czarny pionek · f7 – Czarny pionek · g7 – Czarny pionek · h7 – Czarny pionek · c6 – Czarny skoczek · d6 – Czarny pionek · f6 – Czarny skoczek · e5 – Czarny pionek · d4 – Biały skoczek · e4 – Biały pionek · c3 – Biały skoczek · a2 – Biały pionek · b2 – Biały pionek · c2 – Biały pionek · e2 – Biały goniec · f2 – Biały pionek · g2 – Biały pionek · h2 – Biały pionek · a1 – Biała wieża · c1 – Biały goniec · d1 – Biały hetman · e1 – Biały król · h1 – Biała wieża | a8 – Czarna wieża · c8 – Czarny goniec · d8 – Czarny hetman · e8 – Czarny król · f8 – Czarny goniec · h8 – Czarna wieża · a7 – Czarny pionek · b7 – Czarny pionek · f7 – Czarny pionek · g7 – Czarny pionek · h7 – Czarny pionek · c6 – Czarny skoczek · d6 – Czarny pionek · f6 – Czarny skoczek · e5 – Czarny pionek · d4 – Biały skoczek · e4 – Biały pionek · c3 – Biały skoczek · a2 – Biały pionek · b2 – Biały pionek · c2 – Biały pionek · e2 – Biały goniec · f2 – Biały pionek · g2 – Biały pionek · h2 – Biały pionek · a1 – Biała wieża · c1 – Biały goniec · d1 – Biały hetman · e1 – Biały król · h1 – Biała wieża | a8 – Czarna wieża · c8 – Czarny goniec · d8 – Czarny hetman · e8 – Czarny król · f8 – Czarny goniec · h8 – Czarna wieża · a7 – Czarny pionek · b7 – Czarny pionek · f7 – Czarny pionek · g7 – Czarny pionek · h7 – Czarny pionek · c6 – Czarny skoczek · d6 – Czarny pionek · f6 – Czarny skoczek · e5 – Czarny pionek · d4 – Biały skoczek · e4 – Biały pionek · c3 – Biały skoczek · a2 – Biały pionek · b2 – Biały pionek · c2 – Biały pionek · e2 – Biały goniec · f2 – Biały pionek · g2 – Biały pionek · h2 – Biały pionek · a1 – Biała wieża · c1 – Biały goniec · d1 – Biały hetman · e1 – Biały król · h1 – Biała wieża | a8 – Czarna wieża · c8 – Czarny goniec · d8 – Czarny hetman · e8 – Czarny król · f8 – Czarny goniec · h8 – Czarna wieża · a7 – Czarny pionek · b7 – Czarny pionek · f7 – Czarny pionek · g7 – Czarny pionek · h7 – Czarny pionek · c6 – Czarny skoczek · d6 – Czarny pionek · f6 – Czarny skoczek · e5 – Czarny pionek · d4 – Biały skoczek · e4 – Biały pionek · c3 – Biały skoczek · a2 – Biały pionek · b2 – Biały pionek · c2 – Biały pionek · e2 – Biały goniec · f2 – Biały pionek · g2 – Biały pionek · h2 – Biały pionek · a1 – Biała wieża · c1 – Biały goniec · d1 – Biały hetman · e1 – Biały król · h1 – Biała wieża | a8 – Czarna wieża · c8 – Czarny goniec · d8 – Czarny hetman · e8 – Czarny król · f8 – Czarny goniec · h8 – Czarna wieża · a7 – Czarny pionek · b7 – Czarny pionek · f7 – Czarny pionek · g7 – Czarny pionek · h7 – Czarny pionek · c6 – Czarny skoczek · d6 – Czarny pionek · f6 – Czarny skoczek · e5 – Czarny pionek · d4 – Biały skoczek · e4 – Biały pionek · c3 – Biały skoczek · a2 – Biały pionek · b2 – Biały pionek · c2 – Biały pionek · e2 – Biały goniec · f2 – Biały pionek · g2 – Biały pionek · h2 – Biały pionek · a1 – Biała wieża · c1 – Biały goniec · d1 – Biały hetman · e1 – Biały król · h1 – Biała wieża | a8 – Czarna wieża · c8 – Czarny goniec · d8 – Czarny hetman · e8 – Czarny król · f8 – Czarny goniec · h8 – Czarna wieża · a7 – Czarny pionek · b7 – Czarny pionek · f7 – Czarny pionek · g7 – Czarny pionek · h7 – Czarny pionek · c6 – Czarny skoczek · d6 – Czarny pionek · f6 – Czarny skoczek · e5 – Czarny pionek · d4 – Biały skoczek · e4 – Biały pionek · c3 – Biały skoczek · a2 – Biały pionek · b2 – Biały pionek · c2 – Biały pionek · e2 – Biały goniec · f2 – Biały pionek · g2 – Biały pionek · h2 – Biały pionek · a1 – Biała wieża · c1 – Biały goniec · d1 – Biały hetman · e1 – Biały król · h1 – Biała wieża | a8 – Czarna wieża · c8 – Czarny goniec · d8 – Czarny hetman · e8 – Czarny król · f8 – Czarny goniec · h8 – Czarna wieża · a7 – Czarny pionek · b7 – Czarny pionek · f7 – Czarny pionek · g7 – Czarny pionek · h7 – Czarny pionek · c6 – Czarny skoczek · d6 – Czarny pionek · f6 – Czarny skoczek · e5 – Czarny pionek · d4 – Biały skoczek · e4 – Biały pionek · c3 – Biały skoczek · a2 – Biały pionek · b2 – Biały pionek · c2 – Biały pionek · e2 – Biały goniec · f2 – Biały pionek · g2 – Biały pionek · h2 – Biały pionek · a1 – Biała wieża · c1 – Biały goniec · d1 – Biały hetman · e1 – Biały król · h1 – Biała wieża | 7 |
| 6 | a8 – Czarna wieża · c8 – Czarny goniec · d8 – Czarny hetman · e8 – Czarny król · f8 – Czarny goniec · h8 – Czarna wieża · a7 – Czarny pionek · b7 – Czarny pionek · f7 – Czarny pionek · g7 – Czarny pionek · h7 – Czarny pionek · c6 – Czarny skoczek · d6 – Czarny pionek · f6 – Czarny skoczek · e5 – Czarny pionek · d4 – Biały skoczek · e4 – Biały pionek · c3 – Biały skoczek · a2 – Biały pionek · b2 – Biały pionek · c2 – Biały pionek · e2 – Biały goniec · f2 – Biały pionek · g2 – Biały pionek · h2 – Biały pionek · a1 – Biała wieża · c1 – Biały goniec · d1 – Biały hetman · e1 – Biały król · h1 – Biała wieża | a8 – Czarna wieża · c8 – Czarny goniec · d8 – Czarny hetman · e8 – Czarny król · f8 – Czarny goniec · h8 – Czarna wieża · a7 – Czarny pionek · b7 – Czarny pionek · f7 – Czarny pionek · g7 – Czarny pionek · h7 – Czarny pionek · c6 – Czarny skoczek · d6 – Czarny pionek · f6 – Czarny skoczek · e5 – Czarny pionek · d4 – Biały skoczek · e4 – Biały pionek · c3 – Biały skoczek · a2 – Biały pionek · b2 – Biały pionek · c2 – Biały pionek · e2 – Biały goniec · f2 – Biały pionek · g2 – Biały pionek · h2 – Biały pionek · a1 – Biała wieża · c1 – Biały goniec · d1 – Biały hetman · e1 – Biały król · h1 – Biała wieża | a8 – Czarna wieża · c8 – Czarny goniec · d8 – Czarny hetman · e8 – Czarny król · f8 – Czarny goniec · h8 – Czarna wieża · a7 – Czarny pionek · b7 – Czarny pionek · f7 – Czarny pionek · g7 – Czarny pionek · h7 – Czarny pionek · c6 – Czarny skoczek · d6 – Czarny pionek · f6 – Czarny skoczek · e5 – Czarny pionek · d4 – Biały skoczek · e4 – Biały pionek · c3 – Biały skoczek · a2 – Biały pionek · b2 – Biały pionek · c2 – Biały pionek · e2 – Biały goniec · f2 – Biały pionek · g2 – Biały pionek · h2 – Biały pionek · a1 – Biała wieża · c1 – Biały goniec · d1 – Biały hetman · e1 – Biały król · h1 – Biała wieża | a8 – Czarna wieża · c8 – Czarny goniec · d8 – Czarny hetman · e8 – Czarny król · f8 – Czarny goniec · h8 – Czarna wieża · a7 – Czarny pionek · b7 – Czarny pionek · f7 – Czarny pionek · g7 – Czarny pionek · h7 – Czarny pionek · c6 – Czarny skoczek · d6 – Czarny pionek · f6 – Czarny skoczek · e5 – Czarny pionek · d4 – Biały skoczek · e4 – Biały pionek · c3 – Biały skoczek · a2 – Biały pionek · b2 – Biały pionek · c2 – Biały pionek · e2 – Biały goniec · f2 – Biały pionek · g2 – Biały pionek · h2 – Biały pionek · a1 – Biała wieża · c1 – Biały goniec · d1 – Biały hetman · e1 – Biały król · h1 – Biała wieża | a8 – Czarna wieża · c8 – Czarny goniec · d8 – Czarny hetman · e8 – Czarny król · f8 – Czarny goniec · h8 – Czarna wieża · a7 – Czarny pionek · b7 – Czarny pionek · f7 – Czarny pionek · g7 – Czarny pionek · h7 – Czarny pionek · c6 – Czarny skoczek · d6 – Czarny pionek · f6 – Czarny skoczek · e5 – Czarny pionek · d4 – Biały skoczek · e4 – Biały pionek · c3 – Biały skoczek · a2 – Biały pionek · b2 – Biały pionek · c2 – Biały pionek · e2 – Biały goniec · f2 – Biały pionek · g2 – Biały pionek · h2 – Biały pionek · a1 – Biała wieża · c1 – Biały goniec · d1 – Biały hetman · e1 – Biały król · h1 – Biała wieża | a8 – Czarna wieża · c8 – Czarny goniec · d8 – Czarny hetman · e8 – Czarny król · f8 – Czarny goniec · h8 – Czarna wieża · a7 – Czarny pionek · b7 – Czarny pionek · f7 – Czarny pionek · g7 – Czarny pionek · h7 – Czarny pionek · c6 – Czarny skoczek · d6 – Czarny pionek · f6 – Czarny skoczek · e5 – Czarny pionek · d4 – Biały skoczek · e4 – Biały pionek · c3 – Biały skoczek · a2 – Biały pionek · b2 – Biały pionek · c2 – Biały pionek · e2 – Biały goniec · f2 – Biały pionek · g2 – Biały pionek · h2 – Biały pionek · a1 – Biała wieża · c1 – Biały goniec · d1 – Biały hetman · e1 – Biały król · h1 – Biała wieża | a8 – Czarna wieża · c8 – Czarny goniec · d8 – Czarny hetman · e8 – Czarny król · f8 – Czarny goniec · h8 – Czarna wieża · a7 – Czarny pionek · b7 – Czarny pionek · f7 – Czarny pionek · g7 – Czarny pionek · h7 – Czarny pionek · c6 – Czarny skoczek · d6 – Czarny pionek · f6 – Czarny skoczek · e5 – Czarny pionek · d4 – Biały skoczek · e4 – Biały pionek · c3 – Biały skoczek · a2 – Biały pionek · b2 – Biały pionek · c2 – Biały pionek · e2 – Biały goniec · f2 – Biały pionek · g2 – Biały pionek · h2 – Biały pionek · a1 – Biała wieża · c1 – Biały goniec · d1 – Biały hetman · e1 – Biały król · h1 – Biała wieża | a8 – Czarna wieża · c8 – Czarny goniec · d8 – Czarny hetman · e8 – Czarny król · f8 – Czarny goniec · h8 – Czarna wieża · a7 – Czarny pionek · b7 – Czarny pionek · f7 – Czarny pionek · g7 – Czarny pionek · h7 – Czarny pionek · c6 – Czarny skoczek · d6 – Czarny pionek · f6 – Czarny skoczek · e5 – Czarny pionek · d4 – Biały skoczek · e4 – Biały pionek · c3 – Biały skoczek · a2 – Biały pionek · b2 – Biały pionek · c2 – Biały pionek · e2 – Biały goniec · f2 – Biały pionek · g2 – Biały pionek · h2 – Biały pionek · a1 – Biała wieża · c1 – Biały goniec · d1 – Biały hetman · e1 – Biały król · h1 – Biała wieża | 6 |
| 5 | a8 – Czarna wieża · c8 – Czarny goniec · d8 – Czarny hetman · e8 – Czarny król · f8 – Czarny goniec · h8 – Czarna wieża · a7 – Czarny pionek · b7 – Czarny pionek · f7 – Czarny pionek · g7 – Czarny pionek · h7 – Czarny pionek · c6 – Czarny skoczek · d6 – Czarny pionek · f6 – Czarny skoczek · e5 – Czarny pionek · d4 – Biały skoczek · e4 – Biały pionek · c3 – Biały skoczek · a2 – Biały pionek · b2 – Biały pionek · c2 – Biały pionek · e2 – Biały goniec · f2 – Biały pionek · g2 – Biały pionek · h2 – Biały pionek · a1 – Biała wieża · c1 – Biały goniec · d1 – Biały hetman · e1 – Biały król · h1 – Biała wieża | a8 – Czarna wieża · c8 – Czarny goniec · d8 – Czarny hetman · e8 – Czarny król · f8 – Czarny goniec · h8 – Czarna wieża · a7 – Czarny pionek · b7 – Czarny pionek · f7 – Czarny pionek · g7 – Czarny pionek · h7 – Czarny pionek · c6 – Czarny skoczek · d6 – Czarny pionek · f6 – Czarny skoczek · e5 – Czarny pionek · d4 – Biały skoczek · e4 – Biały pionek · c3 – Biały skoczek · a2 – Biały pionek · b2 – Biały pionek · c2 – Biały pionek · e2 – Biały goniec · f2 – Biały pionek · g2 – Biały pionek · h2 – Biały pionek · a1 – Biała wieża · c1 – Biały goniec · d1 – Biały hetman · e1 – Biały król · h1 – Biała wieża | a8 – Czarna wieża · c8 – Czarny goniec · d8 – Czarny hetman · e8 – Czarny król · f8 – Czarny goniec · h8 – Czarna wieża · a7 – Czarny pionek · b7 – Czarny pionek · f7 – Czarny pionek · g7 – Czarny pionek · h7 – Czarny pionek · c6 – Czarny skoczek · d6 – Czarny pionek · f6 – Czarny skoczek · e5 – Czarny pionek · d4 – Biały skoczek · e4 – Biały pionek · c3 – Biały skoczek · a2 – Biały pionek · b2 – Biały pionek · c2 – Biały pionek · e2 – Biały goniec · f2 – Biały pionek · g2 – Biały pionek · h2 – Biały pionek · a1 – Biała wieża · c1 – Biały goniec · d1 – Biały hetman · e1 – Biały król · h1 – Biała wieża | a8 – Czarna wieża · c8 – Czarny goniec · d8 – Czarny hetman · e8 – Czarny król · f8 – Czarny goniec · h8 – Czarna wieża · a7 – Czarny pionek · b7 – Czarny pionek · f7 – Czarny pionek · g7 – Czarny pionek · h7 – Czarny pionek · c6 – Czarny skoczek · d6 – Czarny pionek · f6 – Czarny skoczek · e5 – Czarny pionek · d4 – Biały skoczek · e4 – Biały pionek · c3 – Biały skoczek · a2 – Biały pionek · b2 – Biały pionek · c2 – Biały pionek · e2 – Biały goniec · f2 – Biały pionek · g2 – Biały pionek · h2 – Biały pionek · a1 – Biała wieża · c1 – Biały goniec · d1 – Biały hetman · e1 – Biały król · h1 – Biała wieża | a8 – Czarna wieża · c8 – Czarny goniec · d8 – Czarny hetman · e8 – Czarny król · f8 – Czarny goniec · h8 – Czarna wieża · a7 – Czarny pionek · b7 – Czarny pionek · f7 – Czarny pionek · g7 – Czarny pionek · h7 – Czarny pionek · c6 – Czarny skoczek · d6 – Czarny pionek · f6 – Czarny skoczek · e5 – Czarny pionek · d4 – Biały skoczek · e4 – Biały pionek · c3 – Biały skoczek · a2 – Biały pionek · b2 – Biały pionek · c2 – Biały pionek · e2 – Biały goniec · f2 – Biały pionek · g2 – Biały pionek · h2 – Biały pionek · a1 – Biała wieża · c1 – Biały goniec · d1 – Biały hetman · e1 – Biały król · h1 – Biała wieża | a8 – Czarna wieża · c8 – Czarny goniec · d8 – Czarny hetman · e8 – Czarny król · f8 – Czarny goniec · h8 – Czarna wieża · a7 – Czarny pionek · b7 – Czarny pionek · f7 – Czarny pionek · g7 – Czarny pionek · h7 – Czarny pionek · c6 – Czarny skoczek · d6 – Czarny pionek · f6 – Czarny skoczek · e5 – Czarny pionek · d4 – Biały skoczek · e4 – Biały pionek · c3 – Biały skoczek · a2 – Biały pionek · b2 – Biały pionek · c2 – Biały pionek · e2 – Biały goniec · f2 – Biały pionek · g2 – Biały pionek · h2 – Biały pionek · a1 – Biała wieża · c1 – Biały goniec · d1 – Biały hetman · e1 – Biały król · h1 – Biała wieża | a8 – Czarna wieża · c8 – Czarny goniec · d8 – Czarny hetman · e8 – Czarny król · f8 – Czarny goniec · h8 – Czarna wieża · a7 – Czarny pionek · b7 – Czarny pionek · f7 – Czarny pionek · g7 – Czarny pionek · h7 – Czarny pionek · c6 – Czarny skoczek · d6 – Czarny pionek · f6 – Czarny skoczek · e5 – Czarny pionek · d4 – Biały skoczek · e4 – Biały pionek · c3 – Biały skoczek · a2 – Biały pionek · b2 – Biały pionek · c2 – Biały pionek · e2 – Biały goniec · f2 – Biały pionek · g2 – Biały pionek · h2 – Biały pionek · a1 – Biała wieża · c1 – Biały goniec · d1 – Biały hetman · e1 – Biały król · h1 – Biała wieża | a8 – Czarna wieża · c8 – Czarny goniec · d8 – Czarny hetman · e8 – Czarny król · f8 – Czarny goniec · h8 – Czarna wieża · a7 – Czarny pionek · b7 – Czarny pionek · f7 – Czarny pionek · g7 – Czarny pionek · h7 – Czarny pionek · c6 – Czarny skoczek · d6 – Czarny pionek · f6 – Czarny skoczek · e5 – Czarny pionek · d4 – Biały skoczek · e4 – Biały pionek · c3 – Biały skoczek · a2 – Biały pionek · b2 – Biały pionek · c2 – Biały pionek · e2 – Biały goniec · f2 – Biały pionek · g2 – Biały pionek · h2 – Biały pionek · a1 – Biała wieża · c1 – Biały goniec · d1 – Biały hetman · e1 – Biały król · h1 – Biała wieża | 5 |
| 4 | a8 – Czarna wieża · c8 – Czarny goniec · d8 – Czarny hetman · e8 – Czarny król · f8 – Czarny goniec · h8 – Czarna wieża · a7 – Czarny pionek · b7 – Czarny pionek · f7 – Czarny pionek · g7 – Czarny pionek · h7 – Czarny pionek · c6 – Czarny skoczek · d6 – Czarny pionek · f6 – Czarny skoczek · e5 – Czarny pionek · d4 – Biały skoczek · e4 – Biały pionek · c3 – Biały skoczek · a2 – Biały pionek · b2 – Biały pionek · c2 – Biały pionek · e2 – Biały goniec · f2 – Biały pionek · g2 – Biały pionek · h2 – Biały pionek · a1 – Biała wieża · c1 – Biały goniec · d1 – Biały hetman · e1 – Biały król · h1 – Biała wieża | a8 – Czarna wieża · c8 – Czarny goniec · d8 – Czarny hetman · e8 – Czarny król · f8 – Czarny goniec · h8 – Czarna wieża · a7 – Czarny pionek · b7 – Czarny pionek · f7 – Czarny pionek · g7 – Czarny pionek · h7 – Czarny pionek · c6 – Czarny skoczek · d6 – Czarny pionek · f6 – Czarny skoczek · e5 – Czarny pionek · d4 – Biały skoczek · e4 – Biały pionek · c3 – Biały skoczek · a2 – Biały pionek · b2 – Biały pionek · c2 – Biały pionek · e2 – Biały goniec · f2 – Biały pionek · g2 – Biały pionek · h2 – Biały pionek · a1 – Biała wieża · c1 – Biały goniec · d1 – Biały hetman · e1 – Biały król · h1 – Biała wieża | a8 – Czarna wieża · c8 – Czarny goniec · d8 – Czarny hetman · e8 – Czarny król · f8 – Czarny goniec · h8 – Czarna wieża · a7 – Czarny pionek · b7 – Czarny pionek · f7 – Czarny pionek · g7 – Czarny pionek · h7 – Czarny pionek · c6 – Czarny skoczek · d6 – Czarny pionek · f6 – Czarny skoczek · e5 – Czarny pionek · d4 – Biały skoczek · e4 – Biały pionek · c3 – Biały skoczek · a2 – Biały pionek · b2 – Biały pionek · c2 – Biały pionek · e2 – Biały goniec · f2 – Biały pionek · g2 – Biały pionek · h2 – Biały pionek · a1 – Biała wieża · c1 – Biały goniec · d1 – Biały hetman · e1 – Biały król · h1 – Biała wieża | a8 – Czarna wieża · c8 – Czarny goniec · d8 – Czarny hetman · e8 – Czarny król · f8 – Czarny goniec · h8 – Czarna wieża · a7 – Czarny pionek · b7 – Czarny pionek · f7 – Czarny pionek · g7 – Czarny pionek · h7 – Czarny pionek · c6 – Czarny skoczek · d6 – Czarny pionek · f6 – Czarny skoczek · e5 – Czarny pionek · d4 – Biały skoczek · e4 – Biały pionek · c3 – Biały skoczek · a2 – Biały pionek · b2 – Biały pionek · c2 – Biały pionek · e2 – Biały goniec · f2 – Biały pionek · g2 – Biały pionek · h2 – Biały pionek · a1 – Biała wieża · c1 – Biały goniec · d1 – Biały hetman · e1 – Biały król · h1 – Biała wieża | a8 – Czarna wieża · c8 – Czarny goniec · d8 – Czarny hetman · e8 – Czarny król · f8 – Czarny goniec · h8 – Czarna wieża · a7 – Czarny pionek · b7 – Czarny pionek · f7 – Czarny pionek · g7 – Czarny pionek · h7 – Czarny pionek · c6 – Czarny skoczek · d6 – Czarny pionek · f6 – Czarny skoczek · e5 – Czarny pionek · d4 – Biały skoczek · e4 – Biały pionek · c3 – Biały skoczek · a2 – Biały pionek · b2 – Biały pionek · c2 – Biały pionek · e2 – Biały goniec · f2 – Biały pionek · g2 – Biały pionek · h2 – Biały pionek · a1 – Biała wieża · c1 – Biały goniec · d1 – Biały hetman · e1 – Biały król · h1 – Biała wieża | a8 – Czarna wieża · c8 – Czarny goniec · d8 – Czarny hetman · e8 – Czarny król · f8 – Czarny goniec · h8 – Czarna wieża · a7 – Czarny pionek · b7 – Czarny pionek · f7 – Czarny pionek · g7 – Czarny pionek · h7 – Czarny pionek · c6 – Czarny skoczek · d6 – Czarny pionek · f6 – Czarny skoczek · e5 – Czarny pionek · d4 – Biały skoczek · e4 – Biały pionek · c3 – Biały skoczek · a2 – Biały pionek · b2 – Biały pionek · c2 – Biały pionek · e2 – Biały goniec · f2 – Biały pionek · g2 – Biały pionek · h2 – Biały pionek · a1 – Biała wieża · c1 – Biały goniec · d1 – Biały hetman · e1 – Biały król · h1 – Biała wieża | a8 – Czarna wieża · c8 – Czarny goniec · d8 – Czarny hetman · e8 – Czarny król · f8 – Czarny goniec · h8 – Czarna wieża · a7 – Czarny pionek · b7 – Czarny pionek · f7 – Czarny pionek · g7 – Czarny pionek · h7 – Czarny pionek · c6 – Czarny skoczek · d6 – Czarny pionek · f6 – Czarny skoczek · e5 – Czarny pionek · d4 – Biały skoczek · e4 – Biały pionek · c3 – Biały skoczek · a2 – Biały pionek · b2 – Biały pionek · c2 – Biały pionek · e2 – Biały goniec · f2 – Biały pionek · g2 – Biały pionek · h2 – Biały pionek · a1 – Biała wieża · c1 – Biały goniec · d1 – Biały hetman · e1 – Biały król · h1 – Biała wieża | a8 – Czarna wieża · c8 – Czarny goniec · d8 – Czarny hetman · e8 – Czarny król · f8 – Czarny goniec · h8 – Czarna wieża · a7 – Czarny pionek · b7 – Czarny pionek · f7 – Czarny pionek · g7 – Czarny pionek · h7 – Czarny pionek · c6 – Czarny skoczek · d6 – Czarny pionek · f6 – Czarny skoczek · e5 – Czarny pionek · d4 – Biały skoczek · e4 – Biały pionek · c3 – Biały skoczek · a2 – Biały pionek · b2 – Biały pionek · c2 – Biały pionek · e2 – Biały goniec · f2 – Biały pionek · g2 – Biały pionek · h2 – Biały pionek · a1 – Biała wieża · c1 – Biały goniec · d1 – Biały hetman · e1 – Biały król · h1 – Biała wieża | 4 |
| 3 | a8 – Czarna wieża · c8 – Czarny goniec · d8 – Czarny hetman · e8 – Czarny król · f8 – Czarny goniec · h8 – Czarna wieża · a7 – Czarny pionek · b7 – Czarny pionek · f7 – Czarny pionek · g7 – Czarny pionek · h7 – Czarny pionek · c6 – Czarny skoczek · d6 – Czarny pionek · f6 – Czarny skoczek · e5 – Czarny pionek · d4 – Biały skoczek · e4 – Biały pionek · c3 – Biały skoczek · a2 – Biały pionek · b2 – Biały pionek · c2 – Biały pionek · e2 – Biały goniec · f2 – Biały pionek · g2 – Biały pionek · h2 – Biały pionek · a1 – Biała wieża · c1 – Biały goniec · d1 – Biały hetman · e1 – Biały król · h1 – Biała wieża | a8 – Czarna wieża · c8 – Czarny goniec · d8 – Czarny hetman · e8 – Czarny król · f8 – Czarny goniec · h8 – Czarna wieża · a7 – Czarny pionek · b7 – Czarny pionek · f7 – Czarny pionek · g7 – Czarny pionek · h7 – Czarny pionek · c6 – Czarny skoczek · d6 – Czarny pionek · f6 – Czarny skoczek · e5 – Czarny pionek · d4 – Biały skoczek · e4 – Biały pionek · c3 – Biały skoczek · a2 – Biały pionek · b2 – Biały pionek · c2 – Biały pionek · e2 – Biały goniec · f2 – Biały pionek · g2 – Biały pionek · h2 – Biały pionek · a1 – Biała wieża · c1 – Biały goniec · d1 – Biały hetman · e1 – Biały król · h1 – Biała wieża | a8 – Czarna wieża · c8 – Czarny goniec · d8 – Czarny hetman · e8 – Czarny król · f8 – Czarny goniec · h8 – Czarna wieża · a7 – Czarny pionek · b7 – Czarny pionek · f7 – Czarny pionek · g7 – Czarny pionek · h7 – Czarny pionek · c6 – Czarny skoczek · d6 – Czarny pionek · f6 – Czarny skoczek · e5 – Czarny pionek · d4 – Biały skoczek · e4 – Biały pionek · c3 – Biały skoczek · a2 – Biały pionek · b2 – Biały pionek · c2 – Biały pionek · e2 – Biały goniec · f2 – Biały pionek · g2 – Biały pionek · h2 – Biały pionek · a1 – Biała wieża · c1 – Biały goniec · d1 – Biały hetman · e1 – Biały król · h1 – Biała wieża | a8 – Czarna wieża · c8 – Czarny goniec · d8 – Czarny hetman · e8 – Czarny król · f8 – Czarny goniec · h8 – Czarna wieża · a7 – Czarny pionek · b7 – Czarny pionek · f7 – Czarny pionek · g7 – Czarny pionek · h7 – Czarny pionek · c6 – Czarny skoczek · d6 – Czarny pionek · f6 – Czarny skoczek · e5 – Czarny pionek · d4 – Biały skoczek · e4 – Biały pionek · c3 – Biały skoczek · a2 – Biały pionek · b2 – Biały pionek · c2 – Biały pionek · e2 – Biały goniec · f2 – Biały pionek · g2 – Biały pionek · h2 – Biały pionek · a1 – Biała wieża · c1 – Biały goniec · d1 – Biały hetman · e1 – Biały król · h1 – Biała wieża | a8 – Czarna wieża · c8 – Czarny goniec · d8 – Czarny hetman · e8 – Czarny król · f8 – Czarny goniec · h8 – Czarna wieża · a7 – Czarny pionek · b7 – Czarny pionek · f7 – Czarny pionek · g7 – Czarny pionek · h7 – Czarny pionek · c6 – Czarny skoczek · d6 – Czarny pionek · f6 – Czarny skoczek · e5 – Czarny pionek · d4 – Biały skoczek · e4 – Biały pionek · c3 – Biały skoczek · a2 – Biały pionek · b2 – Biały pionek · c2 – Biały pionek · e2 – Biały goniec · f2 – Biały pionek · g2 – Biały pionek · h2 – Biały pionek · a1 – Biała wieża · c1 – Biały goniec · d1 – Biały hetman · e1 – Biały król · h1 – Biała wieża | a8 – Czarna wieża · c8 – Czarny goniec · d8 – Czarny hetman · e8 – Czarny król · f8 – Czarny goniec · h8 – Czarna wieża · a7 – Czarny pionek · b7 – Czarny pionek · f7 – Czarny pionek · g7 – Czarny pionek · h7 – Czarny pionek · c6 – Czarny skoczek · d6 – Czarny pionek · f6 – Czarny skoczek · e5 – Czarny pionek · d4 – Biały skoczek · e4 – Biały pionek · c3 – Biały skoczek · a2 – Biały pionek · b2 – Biały pionek · c2 – Biały pionek · e2 – Biały goniec · f2 – Biały pionek · g2 – Biały pionek · h2 – Biały pionek · a1 – Biała wieża · c1 – Biały goniec · d1 – Biały hetman · e1 – Biały król · h1 – Biała wieża | a8 – Czarna wieża · c8 – Czarny goniec · d8 – Czarny hetman · e8 – Czarny król · f8 – Czarny goniec · h8 – Czarna wieża · a7 – Czarny pionek · b7 – Czarny pionek · f7 – Czarny pionek · g7 – Czarny pionek · h7 – Czarny pionek · c6 – Czarny skoczek · d6 – Czarny pionek · f6 – Czarny skoczek · e5 – Czarny pionek · d4 – Biały skoczek · e4 – Biały pionek · c3 – Biały skoczek · a2 – Biały pionek · b2 – Biały pionek · c2 – Biały pionek · e2 – Biały goniec · f2 – Biały pionek · g2 – Biały pionek · h2 – Biały pionek · a1 – Biała wieża · c1 – Biały goniec · d1 – Biały hetman · e1 – Biały król · h1 – Biała wieża | a8 – Czarna wieża · c8 – Czarny goniec · d8 – Czarny hetman · e8 – Czarny król · f8 – Czarny goniec · h8 – Czarna wieża · a7 – Czarny pionek · b7 – Czarny pionek · f7 – Czarny pionek · g7 – Czarny pionek · h7 – Czarny pionek · c6 – Czarny skoczek · d6 – Czarny pionek · f6 – Czarny skoczek · e5 – Czarny pionek · d4 – Biały skoczek · e4 – Biały pionek · c3 – Biały skoczek · a2 – Biały pionek · b2 – Biały pionek · c2 – Biały pionek · e2 – Biały goniec · f2 – Biały pionek · g2 – Biały pionek · h2 – Biały pionek · a1 – Biała wieża · c1 – Biały goniec · d1 – Biały hetman · e1 – Biały król · h1 – Biała wieża | 3 |
| 2 | a8 – Czarna wieża · c8 – Czarny goniec · d8 – Czarny hetman · e8 – Czarny król · f8 – Czarny goniec · h8 – Czarna wieża · a7 – Czarny pionek · b7 – Czarny pionek · f7 – Czarny pionek · g7 – Czarny pionek · h7 – Czarny pionek · c6 – Czarny skoczek · d6 – Czarny pionek · f6 – Czarny skoczek · e5 – Czarny pionek · d4 – Biały skoczek · e4 – Biały pionek · c3 – Biały skoczek · a2 – Biały pionek · b2 – Biały pionek · c2 – Biały pionek · e2 – Biały goniec · f2 – Biały pionek · g2 – Biały pionek · h2 – Biały pionek · a1 – Biała wieża · c1 – Biały goniec · d1 – Biały hetman · e1 – Biały król · h1 – Biała wieża | a8 – Czarna wieża · c8 – Czarny goniec · d8 – Czarny hetman · e8 – Czarny król · f8 – Czarny goniec · h8 – Czarna wieża · a7 – Czarny pionek · b7 – Czarny pionek · f7 – Czarny pionek · g7 – Czarny pionek · h7 – Czarny pionek · c6 – Czarny skoczek · d6 – Czarny pionek · f6 – Czarny skoczek · e5 – Czarny pionek · d4 – Biały skoczek · e4 – Biały pionek · c3 – Biały skoczek · a2 – Biały pionek · b2 – Biały pionek · c2 – Biały pionek · e2 – Biały goniec · f2 – Biały pionek · g2 – Biały pionek · h2 – Biały pionek · a1 – Biała wieża · c1 – Biały goniec · d1 – Biały hetman · e1 – Biały król · h1 – Biała wieża | a8 – Czarna wieża · c8 – Czarny goniec · d8 – Czarny hetman · e8 – Czarny król · f8 – Czarny goniec · h8 – Czarna wieża · a7 – Czarny pionek · b7 – Czarny pionek · f7 – Czarny pionek · g7 – Czarny pionek · h7 – Czarny pionek · c6 – Czarny skoczek · d6 – Czarny pionek · f6 – Czarny skoczek · e5 – Czarny pionek · d4 – Biały skoczek · e4 – Biały pionek · c3 – Biały skoczek · a2 – Biały pionek · b2 – Biały pionek · c2 – Biały pionek · e2 – Biały goniec · f2 – Biały pionek · g2 – Biały pionek · h2 – Biały pionek · a1 – Biała wieża · c1 – Biały goniec · d1 – Biały hetman · e1 – Biały król · h1 – Biała wieża | a8 – Czarna wieża · c8 – Czarny goniec · d8 – Czarny hetman · e8 – Czarny król · f8 – Czarny goniec · h8 – Czarna wieża · a7 – Czarny pionek · b7 – Czarny pionek · f7 – Czarny pionek · g7 – Czarny pionek · h7 – Czarny pionek · c6 – Czarny skoczek · d6 – Czarny pionek · f6 – Czarny skoczek · e5 – Czarny pionek · d4 – Biały skoczek · e4 – Biały pionek · c3 – Biały skoczek · a2 – Biały pionek · b2 – Biały pionek · c2 – Biały pionek · e2 – Biały goniec · f2 – Biały pionek · g2 – Biały pionek · h2 – Biały pionek · a1 – Biała wieża · c1 – Biały goniec · d1 – Biały hetman · e1 – Biały król · h1 – Biała wieża | a8 – Czarna wieża · c8 – Czarny goniec · d8 – Czarny hetman · e8 – Czarny król · f8 – Czarny goniec · h8 – Czarna wieża · a7 – Czarny pionek · b7 – Czarny pionek · f7 – Czarny pionek · g7 – Czarny pionek · h7 – Czarny pionek · c6 – Czarny skoczek · d6 – Czarny pionek · f6 – Czarny skoczek · e5 – Czarny pionek · d4 – Biały skoczek · e4 – Biały pionek · c3 – Biały skoczek · a2 – Biały pionek · b2 – Biały pionek · c2 – Biały pionek · e2 – Biały goniec · f2 – Biały pionek · g2 – Biały pionek · h2 – Biały pionek · a1 – Biała wieża · c1 – Biały goniec · d1 – Biały hetman · e1 – Biały król · h1 – Biała wieża | a8 – Czarna wieża · c8 – Czarny goniec · d8 – Czarny hetman · e8 – Czarny król · f8 – Czarny goniec · h8 – Czarna wieża · a7 – Czarny pionek · b7 – Czarny pionek · f7 – Czarny pionek · g7 – Czarny pionek · h7 – Czarny pionek · c6 – Czarny skoczek · d6 – Czarny pionek · f6 – Czarny skoczek · e5 – Czarny pionek · d4 – Biały skoczek · e4 – Biały pionek · c3 – Biały skoczek · a2 – Biały pionek · b2 – Biały pionek · c2 – Biały pionek · e2 – Biały goniec · f2 – Biały pionek · g2 – Biały pionek · h2 – Biały pionek · a1 – Biała wieża · c1 – Biały goniec · d1 – Biały hetman · e1 – Biały król · h1 – Biała wieża | a8 – Czarna wieża · c8 – Czarny goniec · d8 – Czarny hetman · e8 – Czarny król · f8 – Czarny goniec · h8 – Czarna wieża · a7 – Czarny pionek · b7 – Czarny pionek · f7 – Czarny pionek · g7 – Czarny pionek · h7 – Czarny pionek · c6 – Czarny skoczek · d6 – Czarny pionek · f6 – Czarny skoczek · e5 – Czarny pionek · d4 – Biały skoczek · e4 – Biały pionek · c3 – Biały skoczek · a2 – Biały pionek · b2 – Biały pionek · c2 – Biały pionek · e2 – Biały goniec · f2 – Biały pionek · g2 – Biały pionek · h2 – Biały pionek · a1 – Biała wieża · c1 – Biały goniec · d1 – Biały hetman · e1 – Biały król · h1 – Biała wieża | a8 – Czarna wieża · c8 – Czarny goniec · d8 – Czarny hetman · e8 – Czarny król · f8 – Czarny goniec · h8 – Czarna wieża · a7 – Czarny pionek · b7 – Czarny pionek · f7 – Czarny pionek · g7 – Czarny pionek · h7 – Czarny pionek · c6 – Czarny skoczek · d6 – Czarny pionek · f6 – Czarny skoczek · e5 – Czarny pionek · d4 – Biały skoczek · e4 – Biały pionek · c3 – Biały skoczek · a2 – Biały pionek · b2 – Biały pionek · c2 – Biały pionek · e2 – Biały goniec · f2 – Biały pionek · g2 – Biały pionek · h2 – Biały pionek · a1 – Biała wieża · c1 – Biały goniec · d1 – Biały hetman · e1 – Biały król · h1 – Biała wieża | 2 |
| 1 | a8 – Czarna wieża · c8 – Czarny goniec · d8 – Czarny hetman · e8 – Czarny król · f8 – Czarny goniec · h8 – Czarna wieża · a7 – Czarny pionek · b7 – Czarny pionek · f7 – Czarny pionek · g7 – Czarny pionek · h7 – Czarny pionek · c6 – Czarny skoczek · d6 – Czarny pionek · f6 – Czarny skoczek · e5 – Czarny pionek · d4 – Biały skoczek · e4 – Biały pionek · c3 – Biały skoczek · a2 – Biały pionek · b2 – Biały pionek · c2 – Biały pionek · e2 – Biały goniec · f2 – Biały pionek · g2 – Biały pionek · h2 – Biały pionek · a1 – Biała wieża · c1 – Biały goniec · d1 – Biały hetman · e1 – Biały król · h1 – Biała wieża | a8 – Czarna wieża · c8 – Czarny goniec · d8 – Czarny hetman · e8 – Czarny król · f8 – Czarny goniec · h8 – Czarna wieża · a7 – Czarny pionek · b7 – Czarny pionek · f7 – Czarny pionek · g7 – Czarny pionek · h7 – Czarny pionek · c6 – Czarny skoczek · d6 – Czarny pionek · f6 – Czarny skoczek · e5 – Czarny pionek · d4 – Biały skoczek · e4 – Biały pionek · c3 – Biały skoczek · a2 – Biały pionek · b2 – Biały pionek · c2 – Biały pionek · e2 – Biały goniec · f2 – Biały pionek · g2 – Biały pionek · h2 – Biały pionek · a1 – Biała wieża · c1 – Biały goniec · d1 – Biały hetman · e1 – Biały król · h1 – Biała wieża | a8 – Czarna wieża · c8 – Czarny goniec · d8 – Czarny hetman · e8 – Czarny król · f8 – Czarny goniec · h8 – Czarna wieża · a7 – Czarny pionek · b7 – Czarny pionek · f7 – Czarny pionek · g7 – Czarny pionek · h7 – Czarny pionek · c6 – Czarny skoczek · d6 – Czarny pionek · f6 – Czarny skoczek · e5 – Czarny pionek · d4 – Biały skoczek · e4 – Biały pionek · c3 – Biały skoczek · a2 – Biały pionek · b2 – Biały pionek · c2 – Biały pionek · e2 – Biały goniec · f2 – Biały pionek · g2 – Biały pionek · h2 – Biały pionek · a1 – Biała wieża · c1 – Biały goniec · d1 – Biały hetman · e1 – Biały król · h1 – Biała wieża | a8 – Czarna wieża · c8 – Czarny goniec · d8 – Czarny hetman · e8 – Czarny król · f8 – Czarny goniec · h8 – Czarna wieża · a7 – Czarny pionek · b7 – Czarny pionek · f7 – Czarny pionek · g7 – Czarny pionek · h7 – Czarny pionek · c6 – Czarny skoczek · d6 – Czarny pionek · f6 – Czarny skoczek · e5 – Czarny pionek · d4 – Biały skoczek · e4 – Biały pionek · c3 – Biały skoczek · a2 – Biały pionek · b2 – Biały pionek · c2 – Biały pionek · e2 – Biały goniec · f2 – Biały pionek · g2 – Biały pionek · h2 – Biały pionek · a1 – Biała wieża · c1 – Biały goniec · d1 – Biały hetman · e1 – Biały król · h1 – Biała wieża | a8 – Czarna wieża · c8 – Czarny goniec · d8 – Czarny hetman · e8 – Czarny król · f8 – Czarny goniec · h8 – Czarna wieża · a7 – Czarny pionek · b7 – Czarny pionek · f7 – Czarny pionek · g7 – Czarny pionek · h7 – Czarny pionek · c6 – Czarny skoczek · d6 – Czarny pionek · f6 – Czarny skoczek · e5 – Czarny pionek · d4 – Biały skoczek · e4 – Biały pionek · c3 – Biały skoczek · a2 – Biały pionek · b2 – Biały pionek · c2 – Biały pionek · e2 – Biały goniec · f2 – Biały pionek · g2 – Biały pionek · h2 – Biały pionek · a1 – Biała wieża · c1 – Biały goniec · d1 – Biały hetman · e1 – Biały król · h1 – Biała wieża | a8 – Czarna wieża · c8 – Czarny goniec · d8 – Czarny hetman · e8 – Czarny król · f8 – Czarny goniec · h8 – Czarna wieża · a7 – Czarny pionek · b7 – Czarny pionek · f7 – Czarny pionek · g7 – Czarny pionek · h7 – Czarny pionek · c6 – Czarny skoczek · d6 – Czarny pionek · f6 – Czarny skoczek · e5 – Czarny pionek · d4 – Biały skoczek · e4 – Biały pionek · c3 – Biały skoczek · a2 – Biały pionek · b2 – Biały pionek · c2 – Biały pionek · e2 – Biały goniec · f2 – Biały pionek · g2 – Biały pionek · h2 – Biały pionek · a1 – Biała wieża · c1 – Biały goniec · d1 – Biały hetman · e1 – Biały król · h1 – Biała wieża | a8 – Czarna wieża · c8 – Czarny goniec · d8 – Czarny hetman · e8 – Czarny król · f8 – Czarny goniec · h8 – Czarna wieża · a7 – Czarny pionek · b7 – Czarny pionek · f7 – Czarny pionek · g7 – Czarny pionek · h7 – Czarny pionek · c6 – Czarny skoczek · d6 – Czarny pionek · f6 – Czarny skoczek · e5 – Czarny pionek · d4 – Biały skoczek · e4 – Biały pionek · c3 – Biały skoczek · a2 – Biały pionek · b2 – Biały pionek · c2 – Biały pionek · e2 – Biały goniec · f2 – Biały pionek · g2 – Biały pionek · h2 – Biały pionek · a1 – Biała wieża · c1 – Biały goniec · d1 – Biały hetman · e1 – Biały król · h1 – Biała wieża | a8 – Czarna wieża · c8 – Czarny goniec · d8 – Czarny hetman · e8 – Czarny król · f8 – Czarny goniec · h8 – Czarna wieża · a7 – Czarny pionek · b7 – Czarny pionek · f7 – Czarny pionek · g7 – Czarny pionek · h7 – Czarny pionek · c6 – Czarny skoczek · d6 – Czarny pionek · f6 – Czarny skoczek · e5 – Czarny pionek · d4 – Biały skoczek · e4 – Biały pionek · c3 – Biały skoczek · a2 – Biały pionek · b2 – Biały pionek · c2 – Biały pionek · e2 – Biały goniec · f2 – Biały pionek · g2 – Biały pionek · h2 – Biały pionek · a1 – Biała wieża · c1 – Biały goniec · d1 – Biały hetman · e1 – Biały król · h1 – Biała wieża | 1 |
|   | a | b | c | d | e | f | g | h |   |

Isaak Jefriemowicz Bolesławski, ros. Исаак Ефремович Болеславский (ur. 9 czerwca 1919 w Złotonoszy na Ukrainie, zm. 15 lutego 1977 w Mińsku) – radziecki szachista i teoretyk szachowy, arcymistrz od 1950 roku.

## Kariera szachowa
Pierwszy sukces odniósł w roku 1936, zajmując III miejsce w rozegranych w Leningradzie mistrzostwach Związku Radzieckiego juniorów. W latach 1938–1939 dwukrotnie zwyciężył w mistrzostwach Socjalistycznej Republiki Ukraińskiej i w wieku 20 lat zakwalifikował się do mistrzostw ZSRR, otrzymując jednocześnie tytuł mistrza.
Pierwszy start w finale mistrzostw ZSRR w roku 1940 w Moskwie zakończył na dobrym dzielonym V-VI miejscu. Rok później po raz trzeci triumfował w mistrzostwach Ukrainy, wziął również udział w turnieju o tytuł absolutnego mistrza ZSRR, w którym zajął IV miejsce. W roku 1945 w Moskwie zdobył srebrny medal mistrzostw kraju (za Michaiłem Botwinnikiem), otrzymał tytuł arcymistrza ZSRR oraz wystąpił na III szachownicy w radiowym meczu przeciwko USA (pokonał 1½ – ½ Reubens Fine’a i otrzymał specjalną nagrodę za najlepszą partię meczu). W 1946 został ojcem Tatiany, później żony Dawida Bronsteina, z którym zaprzyjaźnił się w latach 30. W 1948 wystąpił w Saltsjöbaden w pierwszym turnieju międzystrefowym, w którym zajął w nim III miejsce i wywalczył awans do turnieju pretendentów w Budapeszcie w roku 1950. W turnieju tym osiągnął życiowy sukces, dzieląc I miejsce w Dawidem Bronsteinem. W dogrywce musiał jednak uznać jego wyższość, ulegając 6½ – 7½ i ostatecznie został sklasyfikowany jako trzeci szachista na świecie. W 1951 asystował Bronsteinowi w czasie meczu o mistrzostwo świata przeciwko Botwinnikowi.
Rok później jedyny raz wystąpił w drużynie narodowej na szachowej olimpiadzie w Helsinkach (na V szachownicy zdobył 7 pkt w 8 partiach i przyczynił się do zdobycia przez zespół ZSRR złotego medalu). W 1953 wystąpił w drugim turnieje pretendentów, zajmując w Zurychu XI miejsce. W 1961 po raz ostatni wystąpił w finale mistrzostw ZSRR oraz zwyciężył w memoriale Lajosa Asztalosa w Debreczynie. W latach 1963–1969 współpracował z Tigranem Petrosjanem i asystował mu podczas trzech meczów o tytuł mistrza świata. Ostatni turniejowy występ zanotował w roku 1971 w Mińsku.
W rankingach retrospektywnych Bolesławski osiągnął w 1950 r. III miejsce na świecie, za Dawidem Bronsteinem i Wasilijem Smysłowem.
Miał duży wkład w rozwój teorii debiutów, jego nazwiskiem nazwano jeden z wariantów w obronie sycylijskiej:
1.e4 c5 2.Sf3 Sc6 3.d4 cd4 4.S:d4 Sf6 5.Sc3 d6 6.Ge2 e5

## Wybrane publikacje
- Grünfeld-Indisch bis Königs-Indisch, Sportverlag, Berlin 1969
- Sizilianisch, Sportverlag, Berlin 1971
- Skandinavisch bis Sizilianisch, Sportverlag, Berlin 1971